# Uziom
Uziom – metalowa elektroda lub zespół elektrod umieszczony w wilgotnej warstwie gruntu, zapewniający połączenie przedmiotów uziemianych i gruntu („ziemi”) z możliwie małą rezystancją.
W elektrotechnice uziomami nazywa się przedmioty metalowe (pręty, rury, płyty) nieizolowane, znajdujące się w ziemi i przeznaczone lub wykorzystywane do celów uziemienia.
Uziomy w postaci pojedynczych prętów, drutów, płyt, pierścieni itd. nazywa się uziomami prostymi lub uziomami pojedynczymi.
Natomiast uziomy składające się z połączonych ze sobą w ziemi lub nad ziemią dwóch lub większej liczby elementów (uziomów) prostych nazywamy układami uziomowymi lub uziomami wielokrotnymi. Elementy proste w układzie uziomowym są do siebie równoległe, prostopadłe lub tworzą ze sobą kąty ostre (zwykle nie mniejsze niż 60°).
Rodzaje uziomów:
- sztuczne:
  - pionowe – rury, pręty,
  - poziome – taśma stalowa,
  - płytowe – blacha,
- naturalne:
  - zbrojenia, rury wodociągowe, ołowiane powłoki i metalowe płaszcze kabli.

Stosowanie uziomów jest konieczne w przypadkach, gdy:
- urządzenie pracuje z uziemioną anteną,
- wymagana jest symetryzacja układu względem „ziemi”,
- układy narażone są na wpływ wyładowań atmosferycznych,
- w układach występują niebezpiecznie wysokie napięcia.